# Frans Schraven
Hubertus Franciscus (Frans) Schraven (Lottem, 13 ottobre 1873 – Zhengding, 9 ottobre 1937) è stato un vescovo cattolico olandese.

## Biografia
Fu ordinato sacerdote il 27 maggio 1899 a Parigi. Poi andò come missionario in Cina. Il 16 dicembre 1920 fu nominato vescovo titolare di Amicle e vicario apostolico di Zhengding; ricevette la consacrazione episcopale il 10 aprile 1921 dal vescovo Ernest François Geurts.
Nel 1925 interruppe il suo soggiorno in Cina per una visita a Roma. Nel 1926 tornò in Cina, in un periodo segnato da grandi disordini interni. Durante la seconda guerra sino-giapponese fu ucciso dai soldati giapponesi (insieme ad altri otto sacerdoti cattolici) e bruciato dopo che aveva rifiutato di consegnare circa 200 donne, che avevano cercato rifugio nella missione, che volevano utilizzare come donne di conforto.
La Chiesa olandese nel 2014 ne ha chiesto la beatificazione.

## Genealogia episcopale e successione apostolica
La genealogia episcopale è:
- Vescovo Johannes Wolfgang von Bodman
- Vescovo Marquard Rudolf von Rodt
- Vescovo Alessandro Sigismondo di Palatinato-Neuburg
- Vescovo Johann Jakob von Mayr
- Vescovo Giuseppe Ignazio Filippo d'Assia-Darmstadt
- Arcivescovo Clemente Venceslao di Sassonia
- Arcivescovo Massimiliano d'Asburgo-Lorena
- Vescovo Kaspar Max Droste zu Vischering
- Vescovo Ludovicus van Wijkerslooth van Schalkwijk
- Arcivescovo Joannes Zwijsen
- Vescovo Franciscus Jacobus van Vree
- Arcivescovo Andreas Ignatius Schaepman
- Arcivescovo Pieter Matthijs Snickers
- Vescovo Gaspard Josephus Bottemanne
- Arcivescovo Hendrik van de Wetering
- Vescovo Ernest François Geurts, C.M.
- Vescovo Hubertus Franciscus (Frans) Schraven, C.M.

La successione apostolica è:
- Vescovo John Chang Pi-te (1932)